# 王三槐
王三槐（？—1800年），清朝四川達州人。白蓮教首領，曾參與川楚教亂。誤信官府，招安後被凌遲處死。

## 簡介
巫師出身，曾随冷天祿学习经咒，《東鄉縣志》說：“王三槐，本邑人，素習端工（公），與人降神”。
嘉慶元年（1796年）九月二十一日，與徐天德在蓮池溝起義，次日抵達豐城。王三槐、冷天祿合力攻陷東鄉（今宣漢），踞張家觀，為“東鄉白號”。
嘉慶二年五月，鄉勇羅思舉、桂涵等攻破王三槐部，先后斃教徒數万名，王三槐與冷天祿、徐添德等殘眾一二千人逃至東鄉中河。
南充知縣劉清，素得民心。七月，王三槐為劉清所招降，隨劉清過軍門，即被四川總督勒保拿下。勒保宣稱是自己攻下安樂坪。
皇帝敕命將王三槐押送北京，命令軍機大臣等審問，嘉慶四年（1799年）王三槐在供詞中提到「官逼民反」，嘉慶帝知道後受到很大震動。第二年被凌遲處死。